# François Marie Daudin
François Marie Daudin est un zoologiste français, né le 29 août 1776 à Paris et mort le 30 novembre 1803 à Paris. 

## Biographie
Il était fils de François Daudin (1746-1811), seigneur de Pouilly, conseiller-correcteur de la Chambre des comptes de Paris, et de Marie Madeleine Louise Escallard de la Bellengerie (1754-1790).
Une maladie qu'il contracta dans l'enfance le paralysa des membres inférieurs. Il pouvait néanmoins observer sur le terrain; il commença à collectionner tout en étudiant la physiologie et l'histoire naturelle, mais il finit par se consacrer à cette dernière.
Les publications de Daudin ne s'étendent que sur cinq ans, de 1799 à 1803. Daudin est l'auteur d'un Traité élémentaire et complet d'ornithologie... (1799-1800). Il s'agit du premier véritable manuel d'ornithologie, combinant la taxinomie binomiale linnéenne et les descriptions anatomiques, physiologiques et éthologiques de Buffon. C'est un ouvrage qui est resté incomplet, mais qui après avoir été critiqué (notamment par Cuvier) est encore apprécié aujourd'hui.
Il publia également un Recueil de mémoires et de notes sur des espèces inédites ou peu connues de mollusques, de vers et de zoophytes... en 1800 et, avec Lacepède, les Tableaux des divisions ... des Mammifères et Tableaux des divisions ... des Oiseaux, en 1802.
Mais sa véritable spécialisation fut l'herpétologie. Il publia ainsi une Histoire naturelle des Rainettes, des Grenouilles et des Crapauds..., ornée de 38 planches (en 1803) et une Histoire naturelle, générale et particulière, des Reptiles (en 8 volumes in-8, de 1801 à 1803), qui complétait le Buffon Histoire naturelle des Reptiles de Charles-Nicolas-Sigisbert Sonnini de Manoncourt (1751-1812) et Pierre-André Latreille (1762-1833). Le travail de Daudin contient la description de 48 genres et 621 espèces, certaines nouvelles pour la science (10 amphibiens et 43 reptiles décrits par Daudin sont reconnus aujourd'hui), fondée sur l'examen de plus de 1 100 spécimens. François Daudin était assisté de sa femme, Adélaïde Geneviève de Grégoire de Saint-Sauveur (1774-1803), qui réalisa 37 planches sur les 100 qui illustrent l'ouvrage. Ses livres, publiés à ses frais, furent un échec commercial, mais Daudin et son épouse ne vécurent pas dans la misère, grâce à la fortune familiale. Daudin mourut de tuberculose un mois après sa femme, à vingt-sept ans et trois mois. Le couple laissa un fils âgé d'un an et demi, François Louis Hyacinthe Daudin (1802-1889), qui s'installa dans le château familial de Pouilly.
L'une des sœurs de François Marie Daudin, Marie Sophie Daudin (1775-1818), épousa Antoine Nicolas Millon de Montherlant (1769-1843) : l'écrivain Henry de Montherlant est l'un de leurs descendants.

## Publications
- [1800] Traité élémentaire et complet d'ornithologie, ou Histoire naturelle des oiseaux (2 vol. : vol. 1, 474 p. et vol. 2, 473 p.), Paris, impr. Bertrandet, 1800, sur biodiversitylibrary.org. Voir les gravures de ce livre dans la catégorie Traité élémentaire et complet d'ornithologie…  sur Commons.
- [1801-1803] Histoire naturelle, générale et particulière, des Reptiles (ill. Jacques de Sève) (8 tomes (t. 85 à 92 ou t. 93 à 100 ? dans la série Histoire naturelle, générale et particulière de Buffon), dont t. 1, an X (1801-1802), 384 p. ; t. 2, an X, 432 p. ; t. 3, an X, 452 p. ; t. 4, an X, 397 p. ; t. 5, an XI (1802-1803), 365 p. ; t. 6, an XI, 447 p. ; t. 7, an XI, 436 p. ; t. 8, an XI, 439 p.), Paris, impr. F. Dufart, an x-xi, sur biodiversitylibrary.org. Voir les gravures de ce livre dans la catégorie Histoire naturelle, générale et particulière, des reptiles  sur Commons.
- [1803] Histoire naturelle des Rainettes, des Grenouilles et des Crapauds… (ill. Jacques Barraband), Paris, impr. Bertrandet, libr. Levrault, an xi (1802 ou 1803), 38 pl. + 108, sur biodiversitylibrary.org (lire en ligne).